# Louis François Anne de Neufville de Villeroy
Louis-François Anne de Neufville de Villeroy, duc de Retz, puis (1734) 4e duc de Villeroy, est né à Paris le 13 octobre 1695 et mort à Paris le 22 mars 1766.

## Biographie
Il est le fils aîné de Louis Nicolas de Neufville de Villeroy (24/12/1663 - 22/04/1734 à Paris), marquis d'Alincourt et de la marquise, née Marguerite Le Tellier de Louvois (? - 23/4/1711 à Versailles).
Il est lieutenant-général en Lyonnais le 20 octobre 1712, gouverneur du Lyonnais à la mort de son père le 6 mai 1734. En 1735, c'est sous sa protection qu'est créée la manufacture de porcelaine de Villeroy qui sera transférée à Mennecy en 1748. Il est fait chevalier de l'Ordre royal et militaire de Saint-Louis le 1er janvier 1737 et maréchal de camp le 1er mars 1738. Entre 1735 et 1766, il est propriétaire de l'hôtel de Villeroy, à Paris, dont son neveu Gabriel Louis hérite.
À partir du 1735, il reprend le rôle de « protecteur » puis de membre de l’Académie des Sciences, Belles-Lettres et Arts de Lyon qu'avait son père.

## Union
Il épouse le 15 avril 1716 Marie-Renée de Montmorency, fille de Charles François Ier de Montmorency (1662-1726), duc de Piney-Luxembourg. Ils n'ont pas d'enfants.

## Armoiries
| Blason | Blasonnement : D'azur au chevron d'or, accompagné de trois croisettes ancrées du même. |